# Leopold Fjodorowitsch Nikolai

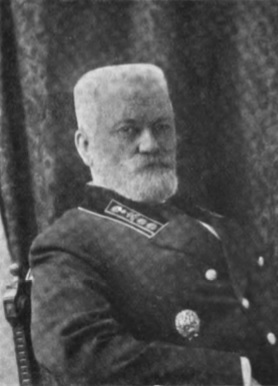
Leopold Fjodorowitsch Nikolai

Leopold Fjodorowitsch Nikolai, geboren Leopold-Friedrich Friedrichowitsch Nikolai, (russisch Леопольд Фёдорович Николаи; * 30. Novemberjul. / 12. Dezember 1844greg. in Ischewsk; † 11. Märzjul. / 24. März 1908greg. in St. Petersburg) war ein russischer Verkehrsingenieur, Brücken-Bauingenieur und Hochschullehrer.

## Leben
Nikolais aus Preußen stammender Vater Friedrich Medoro Nikolai war Polizeichef der Waffenfabrik Ischewsk. Nikolai absolvierte das 1. Kasaner Gymnasium (Abschluss 1862) und studierte an der Universität Kasan in der Physikalisch-Mathematischen Fakultät mit Abschluss 1866. Er studierte weiter in St. Petersburg am Institut für Verkehrsingenieure (IIPS) mit Abschluss 1871.
Darauf arbeitete Nikolai bei der Kiew-Brester -Eisenbahn und bei der Morschansk-Brester Eisenbahn. Dann arbeitete er für das Technik-Inspektionskomitee der Eisenbahnen.
Im September 1876 wurde Nikolai als Repetent an das IIPS berufen. 1880 wurde er zum außerordentlichen Professor für den Lehrstuhl für Baukunst gewählt. Nach der Wahl zum verdienten ordentlichen Professor 1901 wurde er noch im selben Jahr als Nachfolger Michail Gersewanows zum Direktor des IIPS ernannt. Seine Forschungsarbeiten zur Theoretischen Mechanik des Brückenbaus schufen die Grundlage für die Berechnung der Fachwerkbrücken. Er verfasste Lehrbücher für den Brückenbau und auch für die Projektierung von Eisenbahnen.
Neben der Lehrtätigkeit erfüllte Nikolai technische Aufgaben in der Zentralverwaltung des Verkehrsministeriums und wurde 1892 Mitglied des Ingenieurrats des Verkehrsministeriums. Er war an den Arbeiten für den Bau der Transsib, der Jekaterinoslawer Eisenbahn und einer Brücke über den Dnepr sowie am Bau der Troizki-Brücke in St. Petersburg (1897–1903) beteiligt. Als Nikolai 1905 in Pension ging, wurde Nikolai Belelubsky Direktor des IIPS.
Nikolai war mit Marija Iwanowna Nikolai (1855–1933) verheiratet und hatte drei Söhne. Wiktor (1878–1955) war Brücken-Bauingenieur und Professor am Moskauer Institut für Eisenbahntransportverkehr. Jewgeni (1880–1950) war Professor für Theoretische Mechanik in Leningrad. Boris (1887–1955) war Professor für Werkstoffkunde am Institut für Bauingenieurwesen in Odessa.
Nikolai starb am 24. März 1908 in St. Petersburg und wurde auf dem dortigen Nowodewitschi-Friedhof begraben.
Das IIPS stiftete die Nikolai-Goldmedaille, die nur einmal 1919 an Andrzej Pszenicki vergeben wurde.